# Más vampiros en La Habana
Série
Vampires à La Havane
(1985)
Pour plus de détails, voir Fiche technique et Distribution.
Más vampiros en La Habana (en espagnol Encore plus de vampires à La Havane) est un long métrage d'animation hispano-cubain réalisé par Juan Padrón et sorti en 2003. C'est un dessin animé fantastique et humoristique qui constitue la suite du film d'animation Vampires à La Havane sorti en 1985. Contrairement au premier film, cette suite ne bénéficie pas d'une sortie en salles en France.

## Fiche technique
- Titre original : Más vampiros en La Habana
- Réalisation : Juan Padrón
- Scénario : Juan Padrón, Senel Paz
- Musique originale : Robert Egües
- Image : Armando Alba
- Montage : Carlos Fernández, Guillermo S. Maldonado
- Production : Aramis Acosta, Norma Martínez, Paco Prats
- Sociétés de production : Iskra S.L., Instituto Cubano del Arte e Industrias Cinematográficos (ICAIC)
- Pays :  Cuba,  Espagne
- Langue : espagnol
- Durée : 80 minutes
- Format : couleur
- Date de sortie : 2003 (Festival du film de La Havane, Cuba)